# ناهنك
 ناهنك  (بالفارسية: روستاى ناهنگ )، قرية صغيرة تـتبع لـالبلدة المركزية (خمير) (بالفارسية: بخش مرکزی شهرستان خمیر ) من توابع مدينة خمير وتقع في محافظة هرمزگان في جنوب إيران.
تقع هذه القرية في بطن « وادي هرا» وعلى بعد 12 كيلومتراً جنوب بلدة لمزان.

## السكان
يبلغ عدد سكان هذه قرية حسب تعداد السكان لعام 2006 للميلاد، (75) نسمه تشكل (15 عائلة)، من أهل السنة والجماعة وعلى [[شافعية|المذهب الشافعي، يتكلمون الفارسية باللهجة المحلية، بها مسجد، ومدرسة مشتركة بعض البرك لحفظ مياه ألأمطار إذا سالت الأودية، كذلك بها أراضي شاسعة لزراعة القمح والشعير، ومزارع النخيل. لديهم حوالى 2500 نخلة مثمرة. يمتهن السكان بمهنة الزراعة وتربية المواشى.

## وصلات خارجية
- كوخرد حاضرة إسلامية على ضفاف نهر مهران
- التقسيمات الادارية لمحافظة هرمزگان